# Hendricus Antonius Bijvoet
Hendricus Antonius Bijvoet (Geertruidenberg, 1 november 1790 – 's-Hertogenbosch, 1 maart 1866) was een Nederlands politicus en notaris te 's-Hertogenbosch.
Bijvoet was de zoon van Godefridus Bijvoet, brouwer en adjunct-maire van 's-Hertogenbosch en zijn vrouw Dymphna van Son, een gezin met negen kinderen. In 1816 trouwde hij met Anna Gertrudis Heeren, dochter van de adjunct-maire en wethouder in 's-Hertogenbosch. In 1823 werd de Bossche notaris van liberale huize gekozen in de Provinciale Staten van Noord-Brabant. Hij zou hier tot zijn overlijden lid van blijven, met een korte onderbreking in 1848 en 1850. In 1843 was hij kandidaat voor de Brabantse Gedeputeerde Staten, maar omdat dit niet gecombineerd mocht worden met zijn notariaat, zag hij hiervan af.
In 1848 werd hij als Buitengewoon lid van de Tweede Kamer der Staten-Generaal gekozen in de Dubbele Kamer die bijeen was geroepen voor de behandeling van de grondwetsherziening. Hij sprak daarbij bij de algemene beschouwingen over die grondwetsherziening, en stemde uiteindelijk voor alle voorstellen. Tijdens dit lidmaatschap van enkele weken moest hij zijn lidmaatschap van de Provinciale Staten kort opgeven.
Naast zijn politieke loopbaan en notariaat was de katholiek Bijvoet ook actief als directeur van het Instituut van Doofstommen in 's-Hertogenbosch, administrerend regent van het rooms-katholieke weeshuis aldaar, lid van de restauratiecommissie van de kathedraal en was hij gecommitteerde of voorzitter van diverse polderbesturen.
Bijvoet is benoemd tot Ridder in de Orde van de Nederlandse Leeuw. Ook was hij lid van het Illustre Lieve Vrouwe Broederschap en bijzonder lid van de Broederschap van Sint Lucas.